# انقلاب (فیلم ۱۹۶۸)
«انقلاب» (انگلیسی: Revolution (1968 film)) فیلمی در ژانر مستند است که در سال ۱۹۶۸ منتشر شد.